# Sergio Zveiter
Sergio Zveiter (Niterói, 18 de maio de 1956) é um advogado e político brasileiro, filiado ao Partido Verde (PV). Atualmente é secretário de Justiça do Rio de Janeiro, estado pelo qual foi deputado federal de 2011 a 2019.
É filho do ex-ministro do Superior Tribunal de Justiça Waldemar Zveiter e irmão do desembargador Luiz Zveiter.

## Carreira
Sergio Zveiter foi o presidente mais novo da história da seccional fluminense da Ordem dos Advogados do Brasil (OAB-RJ), aos 33 anos, e o primeiro a ser reeleito (mandato de 1991 a 1995) . 
Em 1992, criou a Escola Superior de Advocacia (ESA) e defendeu bandeiras como a Campanha contra a Fome, da qual participou ao lado do sociólogo Betinho, e o movimento pelo impeachment do então presidente Fernando Collor de Mello. 

## Carreira Política
No Governo do Rio de Janeiro, Sergio foi secretário de Justiça (1999-2000), secretário de Justiça e Direitos do Cidadão (2003-2004) e secretário de Defesa do Consumidor (2004-2006). De 1988 a 1999, Zveiter foi presidente do Superior Tribunal de Justiça Desportiva da CBF.
Em 2000, concorreu à Prefeitura de Niterói chegando ao segundo turno com 125 mil votos, porém não foi eleito. Em 2012, concorreu novamente ao executivo niteroiense, terminando em quarto lugar.
Foi eleito deputado federal em 2010 pelo estado do Rio de Janeiro com 65.853 votos, sendo reeleito em 2014.. Foi secretário estadual de Trabalho e Renda. Em outubro de 2015, licenciou-se do cargo de deputado federal para assumir a secretaria de Habitação do município do Rio de Janeiro. Zveiter retornou ao exercício do cargo de deputado no final de 2016. Em 2017, Zveiter foi escolhido para ser relator do processo de aceitação ou recusa da denúncia contra Michel Temer, oferecendo parecer favorável ao recebimento.
Por votar pelo prosseguimento das investigações contra o presidente Michel Temer, foi punido pela executiva do PMDB. Um dia após, pediu sua desfiliação da legenda.  Em setembro, ingressou no Podemos (PODE). Em março de 2018, filiou-se ao DEM.
Em 2021, foi nomeado secretário da recém recriada Secretaria de Justiça pelo governador Cláudio Castro, sendo responsável pela relação com o Poder Judiciário e pela instalação do sistema de compliance.